# Europejski długodystansowy szlak pieszy E2

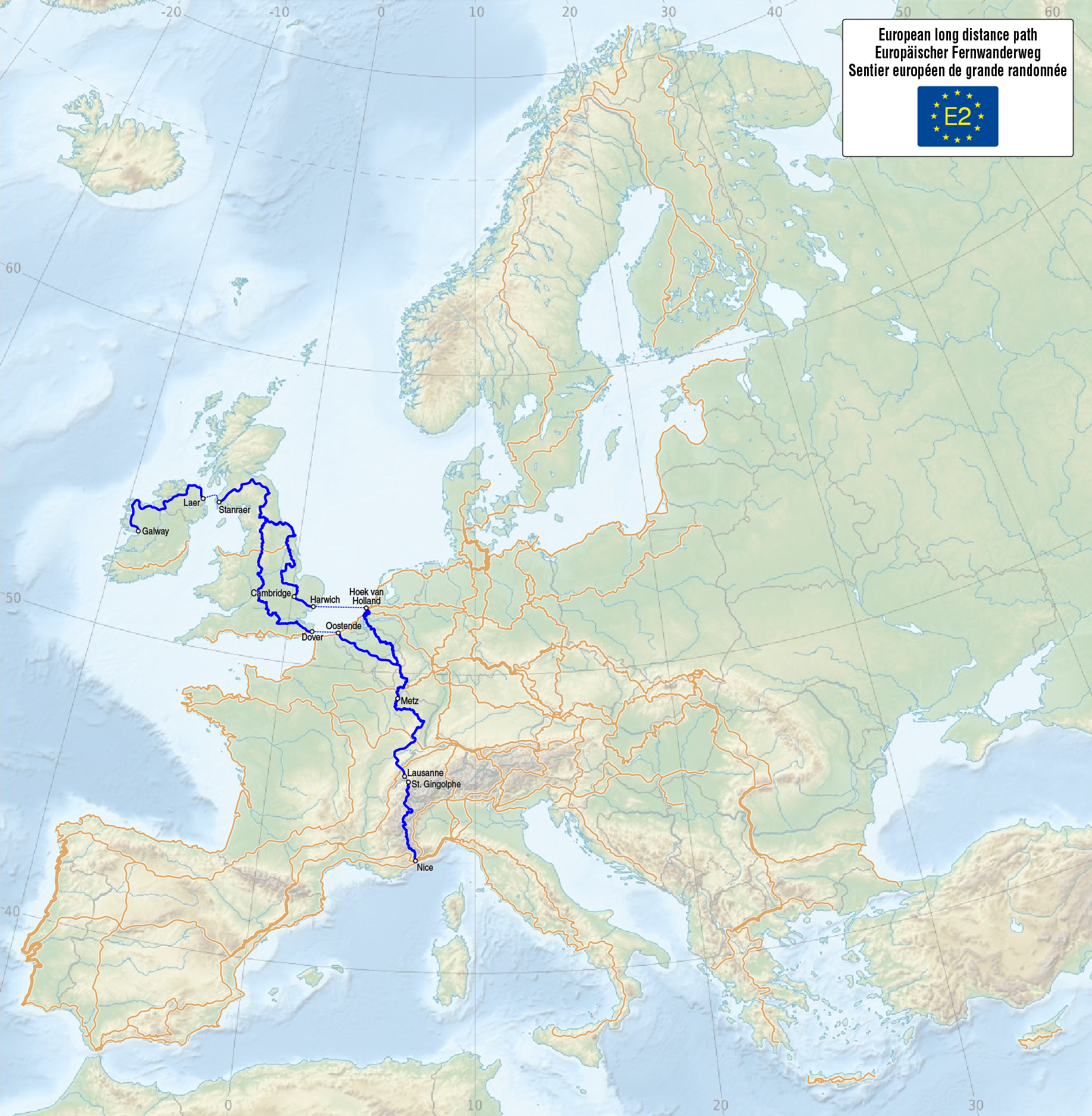
Mapa szlaku E2

Europejski długodystansowy szlak pieszy oznaczony symbolem E2 jest znakowanym szlakiem turystycznym, jednym z 11 europejskich szlaków wędrówkowych. Długość szlaku wynosi 4850 km.

## Przebieg szlaku
Przybliżony przebieg: Wielka Brytania – Holandia – Belgia – Luksemburg – Francja (Nicea, wybrzeże Morza Śródziemnego)